# 美奈子
美奈子（みなこ、1983年2月23日 - ）は、日本の女性タレントである。愛知県西加茂郡藤岡町（現・豊田市）出身。テレビ朝日系ドキュメンタリー番組『痛快!ビッグダディ』で、ビッグダディこと林下清志と再婚して注目される。のちに写真週刊誌『フライデー』の袋とじグラビアページに掲載され、半生の自伝『ハダカの美奈子』を出版した。ビッグダディに倣い「ビッグマミィ」とも。

## 人物
- 両親と兄弟の4人家族の長女で、高校では不良の仲間に入りまもなく中退する。15歳で妊娠して16歳で出産し、その相手である中学時代の先輩と結婚したが、2回離婚した。24歳で5人の子持ちとなり、4年後に8人の子供を持つ林下と出会い再婚したが2年間で破局し、その間に6人目の子を儲けた。
- 林下と離婚して1男5女の子供をもつシングルマザーになったが、2015年5月に元プロレスラーの佐々木義人と4回目の結婚をした[1]。2017年4月13日に7人目、2018年11月28日に8人目の子供が生まれた[2]。2023年7月、週刊誌によって佐々木からDV被害を受けていると報道され、それに答えるように涙まじりに赤裸々に語り、夫と離婚協議中であると告白した。2024年12月19日に、自身のYouTubeチャンネルで、去年正式に離婚していたと報告した。
- 趣味はスポーツ全般と料理で、負けず嫌いな性格である。第六子出産後に体重を17kg減らした。
- 著書「ハダカの美奈子」（25万部発行）の印税収入は貰わず、事務所から給料制でギャラを得ている。「毎月、決まった額のお給料のほうが安心だし、生活が安定するのが子供達にとっては一番いいことだから、給料制にした。」と理由を述べた[3]。
- 芸能事務所はドキューン（SNS関連）、ユニコンスター（TV関連）にそれぞれ所属。

## 略歴
- 1983年2月 - 森家第一子として誕生（三重県生まれ）
- 1998年3月 - 藤岡町立藤岡中学校卒業
- 1998年6月頃 - 愛知県立加茂丘高等学校中退
- 1999年11月 - 第一子を出産（後に婚姻、2004年秋離婚）
- 2011年2月5日 - 『痛快!ビッグダディ』の主人公 林下清志と出会う
- 2011年4月1日 - 林下清志と婚姻（「林下美奈子」、5人の連れ子）
- 2011年10月1日 - 『痛快!ビッグダディ』初登場（6月撮影開始）
- 2011年12月13日 - 林下清志との子が誕生（第六子）
- 2013年3月25日 - 宮崎県日南市へ移住（6人の子を引取る）
- 2013年4月2日 - 林下清志との離婚届（3月22日署名捺印）
- 2013年5月1日 - 自伝『ハダカの美奈子』を出版
- 2013年6月6日 - 千葉県千葉市へ引越し
- 2013年7月1日 - エースクルー・エンタテインメントに所属
- 2013年7月中旬 - 東京都目黒区へ引越し
- 2013年11月9日 - 映画『ハダカの美奈子』ロードショー
- 2013年12月 - 埼玉県へ引越し
- 2014年4月 - ステップファミリーを支援するNPO法人「M-STEP」設立時の理事就任[4]（のち退任）
- 2015年2月13日 - 氏の変更許可申立による名字変更[5]
- 2015年5月5日 - 元プロレスラーの佐々木義人と婚姻
- 2015年12月25日 - 埼玉県新座市へ引越し
- 2016年12月31日 - エースクルー・エンタテインメントを退所[6]
- 2017年4月13日 - 第七子誕生（六女）[7]
- 2017年9月23日 - カロスエンターテイメントに所属
- 2018年11月28日 - 第八子誕生（七女）
- 2019年8月31日 - カロスエンターテイメントを退社[8]
- 2019年10月25日 - YouTube『美奈子ファミリーTV』を開設
- 2020年2月6日  - 初孫の誕生（2月4日）をブログで報告
- 2021年2月1日 - ドキューンに所属[9]
- 2023年7月上旬 -  引越し（夫と別居）[10]
- 2024年12月19日 - YouTubeライブにて、前年に正式に離婚が成立していることを報告

## 出演

### テレビ
- 痛快!ビッグダディ 12 - 19回（テレビ朝日系、2011年10月 - 2013年4月）
- 中居正広の金曜日のスマたちへ（TBS系、2013年6月7日）
- ノンストップ!（フジテレビ系、2013年6月18日・11月22日・2014年11月12日・2015年5月11日電話）
- 嵐を呼ぶあぶない熟女（TBS系、2013年7月11日・10月10日）
- 解決!ナイナイアンサー（日本テレビ系、2013年7月16日、VTR出演）
- ダウンタウンDX（読売テレビ、2013年7月25日・9月26日）
- 旅ずきんちゃん 〜全日本のほほ〜ん女子会〜（CBC、2013年8月4日・9月1日）
- しゃべくり007（「深イイ話×しゃべくり合体スペシャル」、日本テレビ系、2013年8月5日）
- カスペ!・親バカ特番 芸能人パパ大集合！ウチの子が一番カワイイよ決定戦（フジテレビ系、2013年8月6日）
- 爆笑 大日本アカン警察（フジテレビ系、2013年8月11日）
- ぐるぐるナインティナイン（日本テレビ系、2013年8月15日、VTR出演）
- 徳井と後藤と麗しのSHELLYが今夜くらべてみました（日本テレビ系、2013年8月20日）
- 世界まる見え!テレビ特捜部（日本テレビ系、2013年8月26日）
- カスペ!・ものまねスター誕生! 超ものまね大好きさん全国から大集合スペシャル!（フジテレビ系、2013年8月27日）
- プレバト!!（MBS、2013年8月29日・11月7日）
- ぴったんこカン・カン（TBS系、2013年8月30日、ロケ出演）
- ナカイの窓（日本テレビ系、2013年9月25日・11月20日）
- ものまねグランプリ（日本テレビ系、2013年9月29日・12月22日）
- 私の何がイケないの?（TBS系、2013年10月7日・10月14日、2014年1月6日）
- 今すぐ覗きたい24の財布（TBS系、2013年10月8日）
- 笑っていいとも!（フジテレビ系、2013年10月9日）
- 全力教室（フジテレビ系、2013年10月20日、初回講師抜擢）
- 水野真紀の魔法のレストランR（MBS、2013年10月28日）
- ギョクセキっ!（関西テレビ、2013年10月29日）
- 内村とザワつく夜（TBS系、2013年11月19日）
- 怪盗100面相（日本テレビ系、2013年11月23日）
- まいど!ジャーニィ〜（BSフジ、2013年12月1日）
- @あっと!テレわか（テレビ和歌山、2013年12月20日）
- スッピン!（TBS系、2013年12月21日）
- PS三世（中京テレビ、2014年1月19日）
- 映画ちゃん（チャンネルNECO、2014年1月25日・2月1日）
- ミセスマートTV・NEO（テレビ埼玉、2014年3月15日・？、2015年5月23日・6月20日・6月27日・9月26日）
- 上沼・高田のクギズケ!（読売テレビ、2014年3月23日）
- 有吉ゼミ（日本テレビ系、2014年3月24日、VTR出演）
- 博多ステイハングリーシーズン2（テレビ西日本、2014年7月10日 - 10月2日）
- メッセンジャー&なるみの大阪ワイドショー（MBS、2014年8月28日）
- クイズ☆正解は一年後（TBS系、2014年12月30日）
- 2014→2015 ツキたい人グランプリ〜ゆく年つく年〜（フジテレビ系、2014年12月31日）
- Happy Amusement 満天パチランド（テレビ埼玉、2015年2月2日 - 2月23日）
- 金曜プレミアム・アマゾネスアイランド（フジテレビ系、2015年8月14日）
- ダウンタウンなう（フジテレビ系、2015年10月9日）
- 発見!ウワサの食卓（関西テレビ、2015年11月17日・12月8日）
- バイキング（フジテレビ系、2016年8月8日）
- 爆報! THE フライデー（TBS系、2017年5月26日）
- 落ちましておめでとうございます！落とし穴未経験の芸能人・落ち初め大連発SP（テレビ東京系、2018年1月1日）
- ザ・ノンフィクション（フジテレビ、新・漂流家族/2019年2月3日・2月10日、新・漂流家族2019夏/8月11日・8月18日）
- 踊る!さんま御殿!!（日本テレビ系、2019年4月16日）
- クイズ!あなたは小学5年生より賢いの?（日本テレビ系、2019年12月13日、夫婦で出演）
- 勇者ああああ～ゲーム知識ゼロでもなんとなく見られるゲーム番組（テレビ東京系、2019年12月21日）
- 松之丞カレンの反省だ!（テレビ朝日系、2019年12月21日）
- 水曜日のダウンタウン（TBS系、2020年9月9日、2023年8月9日長男共）

### ラジオ
- うたえもんのラジオでドーヨ?!（MRTラジオ、2013年5月11日・18日）
- 垣花正のあなたとハッピー!（ニッポン放送、2013年6月12日、電話出演）
- くにまるジャパン（文化放送、2013年8月26日 - 30日）
- たまむすび（TBSラジオ、2013年9月20日）
- ピピッとサンデー Waku Waku Mix（文化放送、2013年12月15日）
- 美奈子とてるえのM-STEPチャンネル（RADIO365、2014年7月6日 - 12月7日）
- 五十嵐はるみのヤンキーミュージック（すまいるエフエム、2014年7月11日・18日、2015年1月23日・30日、2016年7月29日・8月5日）
- 後藤麻衣の心配ないさぁ〜!!（RFラジオ日本、2014年11月21日）
- 野村宏伸のSLOW LIFE（レインボータウンFM、2022年10月2日～10月23日）

### 映画
- ハダカの美奈子（森岡利行監督、PG12指定版：2013年11月、R18指定版：2014年2月、自伝の映画化）- 松岡由香里役

### 劇場
- 熱血!人情派コメディ しゃかりき駐在さん リターンズ（なんばグランド花月、2013年10月17日、役付スペゲス）

### イベント
- AOMORI ROCK FESTIVAL'14でプロレス参戦（2014年7月21日）
- WRESTLE-1 TOUR 2015 ファン感謝デー（後楽園ホール、2015年10月9日）

### PV等
- 世界でいちばん熱い夏／カヴァー曲（UULA ミュージックビデオ、2013年8月15日） - 海の家オーナー役（8月21日由比ヶ浜のビーチハウスで一日店長就任）
- ビッグマミィ〜美奈子ファミリーの休日〜（ポニーキャニオンDVD 、「ビッグマミィ美奈子」製作委員会、2014年2月4日）
- ハダカの美奈子 R-18（映画のBlu-ray版・DVD版、角川書店、2014年3月28日）

### WEB
- 美奈子の裏ブログ（GIRL'S TALK Blog by Ameba、2013年8月16日）
- ビッグマミイ美奈子＠Ameba動画トピックス（2013年8月18日）
- 美奈子の着ボイス・呼出しボイス（2013年10月）
- 美奈子オフィシャルモバイルサイト（2013年11月 - 2016年3月）
- ヤンキーミュージックチャンネル（ニコニコ生放送、2015年4月24日）
- 生バクロスだよ!全員集合!!in 長崎 今、ママたちがあぶない（市民バクロスTV、2018年3月15日）
- 街録ch〜あなたの人生、教えて下さい〜（YouTube番組、2021年）

## 著書
- ハダカの美奈子（2013年5月2日、講談社） ISBN 978-4-06-352839-8
- ハダカの美奈子／小説版（2013年10月24日、森岡利行共著、竹書房文庫） ISBN 978-4812497593
- コミック ハダカの美奈子（漫画：国広あづさ、『ヤングチャンピオン』（2013年10月、No21-22、秋田書店）に連載）
- コミック ハダカの美奈子／単行本（2013年11月8日、漫画：国広あづさ、秋田書店） ISBN 978-4-253-10272-8
- 母親失格 それでも、子供が強く明るく育つ理由（2013年11月20日、朝日新聞出版） ISBN 978-4022511270
- らくちん美奈子レシピ（2014年3月10日、講談社） ISBN 978-4063528442
- ビッグマミィ美奈子 婚活を行く!（漫画：桑木みき、2014年11月21日、双葉社） ISBN 978-4-575-30784-9

## 関連書籍
- 完全読本　その後の美奈子ファミリー（2013年5月、講談社Mook） ISBN 9784063897616
- ビッグダディの流儀（2013年4月、林下清志著、主婦と生活社） ISBN 978-4391143539